# Keudee
Keudee is een bestuurslaag in het regentschap Pidie van de provincie Atjeh, Indonesië. Keudee telt 601 inwoners (volkstelling 2010).